# فريدريك جاي بول
فريدريك جاي بول (بالإنجليزية: Frederick J. Pohl)‏ هو صحفي ومؤرخ أمريكي، ولد في 1889، وتوفي في 1991.